# Ответственность власти перед народом
Ответственность представителей власти перед народом — фундаментальный принцип, в соответствии с которым любое наделённое руководящими полномочиями лицо в составе правительства, парламента или судебной системы, должно быть её неизбежно лишено либо должно неизбежно понести наказание в случае, если данные им обязательства перед основным источником власти были нарушены либо попраны чьи-либо права.

## Мировой опыт реализации ответственности представителей власти
В. В. Серебрянников отмечает, что ответственность представителей власти в полной мере не реализована ещё нигде, и решение этой задачи только предстоит найти в XXI веке. Однако буржуазные революции привели к повышению ответственности представителей власти в последние 300—400 лет по сравнению с предшествующими периодами.
Выделяют следующие виды ответственности представителей власти:

### Политическая ответственность
Представитель власти в развитых государствах действует в соответствии с «общественным договором». В правовых государствах действуют законы, функционируют общественные и государственные институты, приняты специальные процедуры, целью которых является привлечение к политической ответственности представителей власти на всех уровнях. К механизмам реализации ответственности представителей власти относятся роспуск парламентов, отзыв парламентариев, их регулярная отчётность и обязательство выполнять депутатские наказы, отставка правительств, право на критику.

### Юридическая ответственность
Юридическая ответственность представителей власти проявляется в принятии законов, ограничивающих полномочия, а также установления мер наказания за их нарушения. Реализация этих законов может выражаться в привлечении к суду и уголовной ответственности должностных лиц, в том числе и высших за допущенные ими нарушения.

### Нравственная ответственность
Реализация нравственной ответственности представителей власти означает, что в аппарат управления обществом не допускаются лица, совершающие безнравственные, противоречащие общечеловеческой морали поступки.